# Shawneeland (Virginia)
Shawneeland es un lugar designado por el censo situado en el condado de Frederick, Virginia  (Estados Unidos). Según el censo de 2010 tenía una población de 1.873 habitantes.

## Demografía
Según el censo de 2010, Shawneeland tenía una población en la que el 96,0% eran blancos; el 1,4% afroamericanos; el 0,1% eran indios americanos y nativos de Alaska; el 0,5% eran asiáticos; el 0,1% hawaianos y otros isleños del Pacífico; el 0,7% de otra raza, y el 1,2% a partir de dos o más razas. El 2,1% del total de la población eran hispanos o latinos de cualquier raza.